# 奶油甜馅煎饼卷

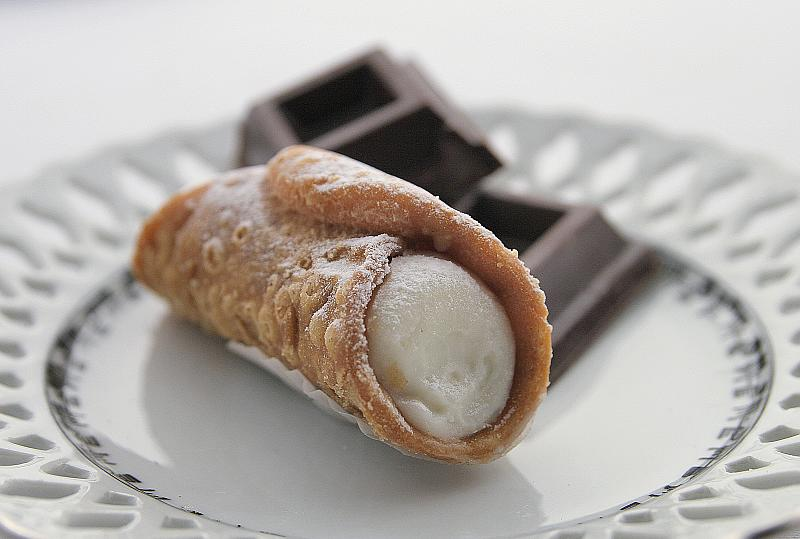
奶油甜馅煎饼卷

奶油甜馅煎饼卷（義大利語：cannolo（單數）、cannoli（複數））是意大利西西里地区的一种糕点。作为西西里饮食中重要的组成部分，它在意大利称作“西西里奶油甜馅煎饼卷”，列於意大利农业、食品和林业部设立的《传统意大利食物名录》中，在美国则視為意大利甜点的代表之一。

## 外觀
奶油甜馅煎饼卷起源于巴勒莫地区，历史上是为庆祝狂欢节准备的，后来发展为日常糕点。外筒由油酥面皮制成，卷入具有奶油质感的甜馅料，馅料中的主要组分是称为“里考塔”（Ricotta）的乳清奶製品（常歸類為奶酪，但不是嚴謹意義上的奶酪）和糖。油炸后，外筒变硬变脆，外面再撒上糖霜。奶油甜馅煎饼卷最早是借助通过中空的“芦荻”卷成型的，所以在西西里语中，“cannolu”的本意是“小卷”，来源于拉丁语的“canna”，意为“芦荻”。
奶油甜馅煎饼卷有多种大小，小到指头粗细，大到拳头粗的，多见于巴勒莫地区。奶油甜馅煎饼卷做出来之后放置时间不宜过长，它外面的油炸面皮会吸收掉乳清奶酪中的水分，导致馅料变乾，味道变差，故最好及时吃掉。为了避免这一缺陷，有的糕点店在面皮内侧涂抹一层熔化的巧克力，减少面皮对水分的吸收，可以保存更长时间。

## 美国变种

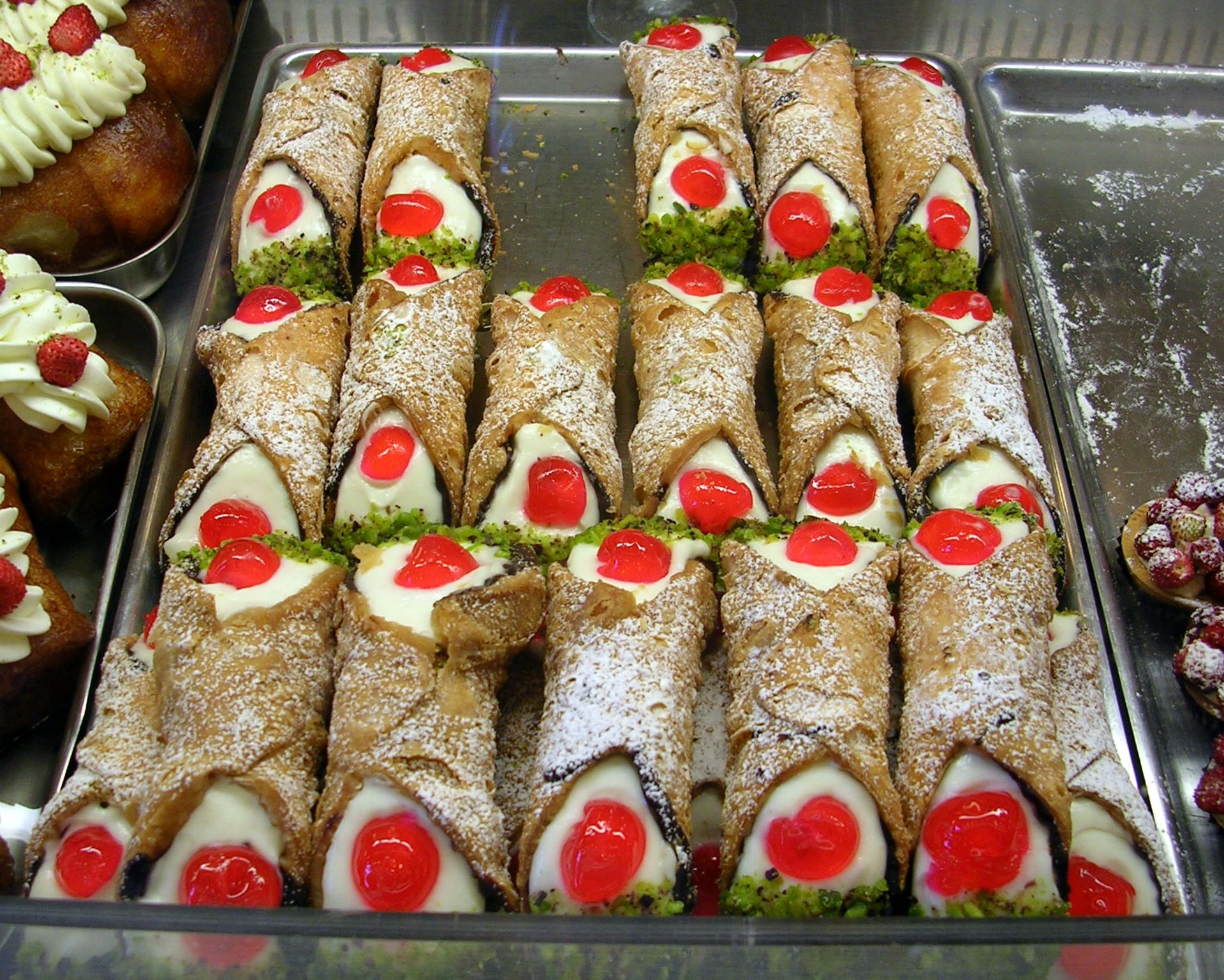
加入其他配料的奶油甜馅煎饼卷

随着大量意大利移民于20世纪初到达美国，奶油甜馅煎饼卷也传到了美国。由于当时材料不易凑齐，美国出售的奶油甜馅煎饼卷除了以乳清干酪作馅料以外，也有以马斯卡邦尼奶酪或者奶黄作馅料的，其中所混入的奶油通常采用香草、橘子花和少量肉桂调味。切碎的开心果、半甜的巧克力碎会混入馅料中，形成不同的颜色和味道；糖渍樱桃或橙皮可以被填在乳清干酪卷的两端，作为装饰。

## 相關軼事
在电影《教父》中理查德·卡斯特拉诺扮演的彼得·克莱门扎在部下罗科·拉朋杀掉了叛徒保利之后，对罗科·拉朋说“放下枪，把奶油甜馅煎饼卷拿给我。”而在《教父3 》当中，康妮·柯里昂在剧院中用投毒的奶油甜馅煎饼卷毒杀了自己的教父阿尔托贝罗。